# 呉用
呉 用（ご よう）は、中国の小説で四大奇書の一つである『水滸伝』の登場人物。綽名は智多星（）。

## キャラクター概要
天機星の生まれ変わりで、序列は梁山泊第三位の好漢。字は学究。道号は加亮。
天下に並びない智謀の持ち主で、軍師として、公孫勝とともに神算鬼謀の限りを尽くした。しかし、『三国志演義』の諸葛亮のような神懸り的な人物ではなく、失敗もすれば冗談も飛ばす人間的な人物である。戦略や謀略の才には長けているが、実践の戦術や兵法に関する造詣は次席の軍師・朱武に多少劣る。また、鎖分銅の使い手でもある。

## 物語中での活躍
元は村下に隠棲する書生だが、その智謀を買われて晁蓋から生辰綱奪取の協力を求められる。棗売りに化けて輸送隊にしびれ薬入りの酒を飲ませて、まんまと奪取に成功し、梁山泊に逃れる。
以降、軍師として梁山泊の運営に携わり、様々な策を用いて官軍の討伐を退けた他、次々と好漢たちを山塞に招き入れる。盧俊義や朱仝を招いた時のように、手段を選ばない策を用いたり、失策によりかえって危機を招いたりすることもあったが、仲間内での信頼度は高かった。
宋江とは強い信頼関係で結ばれており、荒くれ者が多い梁山泊の中で宋江の心情を最も理解している人物の一人だった。江南の方臘討伐後、官位を授かるが辞退し、宋江と李逵が悪徳大臣らに毒殺されたことを知ると花栄とともに墓所に赴き、後を追って自殺した。

## 補足
梁山泊の軍師として数多の謀計詭計を発案・実行した彼だが、宋江を江州から救出する際に印鑑を扱い間違ったり、高廉の妖術を破ろうとして返って被害を受けたりと失敗も目立つ人物である。中国語では「呉用」と「無用」は同じ発音（Wú Yòng、ウーヨン）で発せられるため、役に立たないものを「梁山泊の軍師」などと表現し皮肉る場合がある。
『水滸伝』のストーリーが成立する以前から、呉用にあたるキャラクターは、宋江をはじめとする梁山泊盗賊集団の伝説の中に含まれていた。南宋末あるいは元初の成立と思われる龔聖与による絵画「宋江三十六人賛」では第2位に「智多星・呉学究」の名が見られる。さらにその後に成立し、水滸伝の原型となった説話集『大宋宣和遺事』における梁山泊説話においては、36人の上に位置する宋江の下、第1位の好漢として「智多星・呉加亮」として現れる（水滸伝の盧俊義に相当すると思われる「玉麒麟・李進義」よりも上位である）。『水滸伝』ではこれらをふまえたものか、姓名を呉用、字を学究、号を加亮という設定にまとめられたとみられる。なお、森鷗外らが指摘するように、呉用の字「学究」は北宋の宰相趙普のアダ名であって、趙普は野史では「趙学究」と呼ばれていた。このことから、呉用の人物像は趙普をモデルにしているといわれている。（森『標新領異録』）
　趙普は軍師でありながら教養に乏しく、誤字を書いてしまうことが多い人物であった。このことが呉用のキャラクターにも影響したと考えられている。呉用も水滸伝の作中で文書作成でヘマをやらかし、あやうく宋江が殺されかかったりしている。

## その他
評論家の呉智英は、そのペンネームの「呉」を呉用から採用している。